# Andrej Kawalou (hokeista)
Andrej Robiertowicz Kawalou, błr. Андрэй Робертавіч Кавалёў, ros. Андрей Робертович Ковалёв – Andriej Robiertowicz Kowalow (ur. 2 kwietnia 1966 w Witebsku) – radziecki i białoruski hokeista, reprezentant Białorusi, dwukrotny olimpijczyk. Trener hokejowy.

## Kariera zawodnicza
- Dynama Mińsk (1984–1989)
- Dinamo Moskwa (1989–1991)
- Dynama Mińsk (1991)
- New Haven Nighthawks (1991–1992)
- Muskegon Fury (1992)
- Roanoke Valley Rampage (1992/1993)
- Greensboro Monarchs (1992/1993)
- SC Bietigheim-Bissingen (1993)
- Schwenninger Wild Wings (1993–1995)
- HC Davos (1995)
- Krefeld Pinguine (1995-2000)
- Revierlöwen Oberhausen (2000−2002)
- SC Bietigheim-Bissingen (2000−2005)
- Heilbronner Falken (2005−2006)
- Junost' Mińsk (2006–2007)

Pochodzi z Witebska. Wychowanek Dynama Mińsk. U schyłku ZSRR występował przez dwa sezony w Dynamie Moskwa. W tym czasie w drafcie NHL z 1990 został wybrany przez amerykański klub Washington Capitals. Od 1991 do 1993 przebywał w USA i występował w ligach AHL, CoHL, ECHL. Następnie powrócił do Europy i osiadł w Niemczech, od 1993 do 2006 przed 12 lat występował w tamtejszych ligach DEL i 2. Bundeslidze. W pierwszym sezonie DEL 1994/1995 był królem strzelców ligi. Karierę zawodniczą zakończył w Junosti Mińsk, klubu w białoruskiej ekstraligi.
W młodości był reprezentantem juniorskiej kadry ZSRR, brał udział w turnieju mistrzostw świata juniorów do lat 20 w 1986. Później został kadrowiczem seniorskiej reprezentacji Białorusi, uczestniczył w turniejach mistrzostw świata w 1995 (Grupa C), 1996, 1997 (Grupa B), 1998, 1999, 2000, 2001, 2003 (Grupa A / Elita) oraz zimowych igrzysk olimpijskich 1998, 2002.

## Kariera trenerska
- HK Witebsk (2008–2009), trener
- China Dragons (2009–2010), główny trener
- Reprezentacja Chin (2009/2010), selekcjoner
- Minskija Zubry (2010–2011), główny trener
- RCOP Raubicze (2012−2013), główny trener
- Reprezentacja Białorusi do lat 18 (2012/2013), selekcjoner
- Dynama Mińsk (2013–2015), asystent trenera
- Dynama Mińsk (2015–2016), główny trener
- MH Automatyka Gdańsk (2016−2018), główny trener
- HK Brześć (2018), trener w sztabie
- Dynama Mińsk (2018–2019)
- Reprezentacja Białorusi (2018-)
- HK Brześć (2019–2022), główny trener
- HK Dynama Mołodeczno (2022-), główny trener

Po zakończeniu kariery został trenerem. W sezonie 2008/2009 trenował HK Witebsk w rodzinnym mieście. W sezonie 2009/2010 pracował w Chinach, prowadząc klub i reprezentację tego kraju podczas mistrzostw świata w 2010 Dywizji II. W 2010 został trenerem zespołu Mińskie Żubry występującego w rosyjskiej lidze juniorskiej MHL i prowadził go w sezonie MHL (2010/2011). W sezonie 2012/2013 prowadził drużynę RCOP Raubicze w 2 lidze białoruskiej. Ponadto był selekcjonerem kadry Białorusi podczas turnieju mistrzostw świata juniorów do lat 18 w 2013 Dywizji IA. W listopadzie 2013 został jednym z asystentów trenera Ľubomíra Pokoviča w klubie Dynama Mińsk w lidze KHL i pozostawał w nim w sezonie KHL (2014/2015). W połowie 2015 został tymczasowym I trenerem Dynama. Od jesieni 2015 był pierwszym trenerem Dynama w sezonie 2015/16. W grudniu 2016 został trenerem polskiego klubu MH Automatyka Gdańsk. W sezonie PHL 2016/2017 dokonał utrzymania gdańskiej drużyny w lidze. W kolejnym sezonie PHL 2017/2018 ponownie dokonał utrzymania zespołu w rozgrywkach, po czym w marcu 2018 odszedł z posady głównego trenera. Następnie trenował HK Brześć, a w listopadzie 2018 został asystentem trenera w Dynamie Mińsk oraz w reprezentacji Białorusi. W połowie 2019 został głównym trenerem HK Brześć. W 2022 został ogłoszony trenerem drużyny HK Dynama Mołodeczno.

## Sukcesy
Reprezentacyjne
- Złoty medal mistrzostw świata juniorów do lat 20: 1986 z ZSRR
- Awans do Grupy B mistrzostw świata: 1995 z Białorusią
- Awans do Grupy A mistrzostw świata: 1997 z Białorusią
- Czwarte miejsce w turnieju zimowych igrzysk olimpijskich: 2002 z Białorusią

Klubowe
- Złoty medal mistrzostw ZSRR: 1990, 1991 z Dinamem Moskwa
- Srebrny medal mistrzostw Niemiec: 1995 z Schwenninger Wild Wings
- Puchar Kontynentalny: 2007 z Junostią Mińsk
- Brązowy medal mistrzostw Białorusi: 2007 z Junostią Mińsk
- Srebrny medal mistrzostw Białorusi: 2008 z Junostią Mińsk

Indywidualne
- DEL (1994/1995): pierwsze miejsce w klasyfikacji strzelców: 40 goli[1]
- 2. Bundesliga (2003/2004): pierwsze miejsce w klasyfikacji asystentów: 57 asyst

Wyróżnienie
- Zasłużony Mistrz Sportu Republiki Białorusi (2002)[2]